# إيطاليا في الألعاب الأولمبية الصيفية 2012
أضف 
شاركت إيطاليا في الالعاب الأولمبية الصيفية 2012 التي أقيمت بلندن حيث قد امتدت من 27 يوليو إلى 12اغسطس 2012 وقد حصدت 28ميدالية (8 ذهبية،9فضية،11برونزية)